# Brita Borg
Brita Kerstin Gunvor Borg (født 10. juni 1926 i Stockholm, død 4. maj 2010) var en svensk sangerinde, skuespiller og sangartist.
I 1945 dannede hun sangkvartetten Flickery Flies i samarbejde med Allan Johansson, som hun senere giftede sig med. I 1947 begyndte hun sit lange samarbejde med Povel Ramel. Hun medvirkede i hans radioprogram, Fire rundt et flygel og var primadonna i mange Knäppupp-revyer i perioden 1952-1962. Hun flyttede til Arvidsjaur i 1970–tallet med sin nye ægtefælle, som gjorde tjeneste som politimand, og blev efter det, aktiv skuespiller for Riksteatern.
Med sin mørke, kraftfulde stemme og musikalske sikkerhed, gik hun i samarbejde med Zarah Leander og Anita Lindblom. Hun indspillede flere albums og deltog i Eurovision Song Contest i 1959 med sangen Augustin. Ikke desto mindre, var hun mest aktiv skuespiller, og hun medvirkede i en række film.

## Filmografi
- 1991 – Ture Sventon och fallet Isabella
- 1984 – Julstrul med Staffan och Bengt
- 1959 – Rymdinvasion i Lappland
- 1958 – Den store amatören
- 1954 – I rök och dans
- 1953 – I dur och skur
- 1953 – I dimma dold
- 1951 – Dårskapens hus
- 1949 – Med flyg till sjunde himlen
- 1949 – Gatan
- 1948 – Lilla Märta kommer tillbaka
- 1943 – Kvinnan tar befälet
- 1940 – Swing it, magistern!